# Rolf Herderhorst
Rolf Herderhorst (* 28. April 1946 in Bremen) ist ein bremischer Politiker (CDU) und war Abgeordneter der Bremischen Bürgerschaft.

## Biografie

### Ausbildung, Beruf und Sonstiges
Nachdem Herderhorst die Mittlere Reife erlangt hatte, setzte er seine Ausbildung im öffentlichen Dienst als Beamter in der allgemeinen Verwaltung fort. 1968 wechselte er in den Polizeidienst. Seit 1976 war er als Personalratsmitglied der Bereitschaftspolizei freigestellt. Er wurde zunächst stellvertretender Vorsitzender und war seit 1984 Vorsitzender des Personalrates.
Herderhorst engagierte sich in der Gewerkschaft der Polizei (GdP) und gehörte seit 1973 zum Vorstand der Gewerkschaft. Er war Mitglied des Aufsichtsrates der Großmarkt Bremen GmbH. Danach wurde Herderhorst als Geschäftsführer des Vereins der Schausteller und Marktkaufleute Bremen e.V. tätig.

### Politik
Anfang 1991 schloss Herdehorst sich der CDU an. Er war seit dem 14. Oktober 1991 Abgeordneter in der Bremischen Bürgerschaft und seit 2006 als Schriftführer Mitglied des Vorstands der Bremischen Bürgerschaft. Zum Ende der Wahlperiode ist er 2007 ausgeschieden. Herderhorst war in der Bürgerschaft in den Betriebsausschüssen Fidatas Bremen, Gebäude- und Technikmanagement, Performa Nord, im Kontrollausschuss nach dem Polizeigesetz, in der parlamentarischen Kontrollkommission, im Rechts-, im Richterwahl-, im Haushalts- und Finanz-, im Rechnungsprüfungs-, im städtischen Haushalts- und Finanz-, im städtischen Rechnungsprüfungs- und im Verfassungs- und Geschäftsordnungsausschuss, sowie im Wahlprüfungsgericht vertreten.
Er war seit 2007 in der Deputation für Inneres vertreten.